# Larentia obscurior
Larentia obscurior là một loài bướm đêm trong họ Geometridae.